# Yolanda Hadid
Yolanda van den Herik (Papendrecht, Países Bajos; 11 de enero de 1964) es una modelo, diseñadora de interiores y personaje televisivo neerlandesa-estadounidense. Es conocida por protagonizar The Real Housewives of Beverly Hills.

## Primeros años
Creció en Papendrecht (Holanda), con sus padres y hermano, Leo. Cuando tenía siete años, su padre murió en un accidente de tránsito, por lo que su madre se quedó ella sola a cargo de los dos hijos.

## Carrera
Cuando Yolanda tenía 16 años, hizo de modelo de cabello para una amiga en Ámsterdam. El diseñador holandés Frans Molenaar le pidió reemplazar a una de sus modelos en la pasarela. Ahí fue cuando la descubrió Eileen Ford, propietaria de Ford Models. Después de firmar con Ford, hizo de modelo por todo el mundo: en París, Milán, Sídney, Ciudad del Cabo, Tokio, Nueva York, Los Ángeles y Hamburgo. Trabajó como modelo durante quince años antes instalarse y formar una familia. En 1994, Yolanda se mudó a Los Ángeles para empezar su familia después de conocer y casarse con el empresario inmobiliario palestino Mohamed Hadid. Después de divorciarse en 2000 se mudó a Montecito (California) con sus hijos y creó un negocio de diseño de interiores desde su casa.
Lleva Hopelessly Romantic, un negocio que ayuda a hombres y mujeres a "estar atentos y mantener su romance vivo".

## Vida personal
Estuvo casada con Mohamed desde 1994 hasta 2000. La pareja tuvo tres hijos: Jelena "Gigi" Noura (nacida en abril de 1995), Isabella "Bella" Khair (nacida en octubre de 1996) y Anwar (nacido en junio de 1999). Yolanda se casó con el músico David Foster en Beverly Hills el 11 de noviembre de 2011, en una ceremonia temática con los números de la fecha de la boda, 11/11/11, después de estar comprometidos desde la Nochebuena de 2010.En diciembre de 2015, anunció su separación del músico canadiense, tras haber estado cuatro años juntos.
En 2012, se le diagnosticó la enfermedad de Lyme. En diciembre de 2012, declaró que tenía que tener un puerto implantado en su brazo para tratarse la enfermedad crónica. El 19 de abril de 2013 se lo quitaron.Además de sufrir el mal de Lyme ella misma, en 2015 hizo público que sus dos hijos menores también tenían la enfermedad.